# João Bertoli
João Bertoli (Rodeio, 17 de setembro de 1909 – ) foi um político brasileiro.

## Vida
Filho de Luís Bertoli e de Margarida Lenzi Bertoli. Casou com Augusta Bertoli

## Carreira
Foi deputado à Assembleia Legislativa de Santa Catarina na 5ª legislatura (1963 — 1967), eleito pelo Partido Social Democrático (PSD), na 6ª legislatura (1967 — 1971), e na 7ª legislatura (1971 — 1975), eleito pela Aliança Renovadora Nacional (ARENA).